# Gremi Artesà d'Artistes Fallers

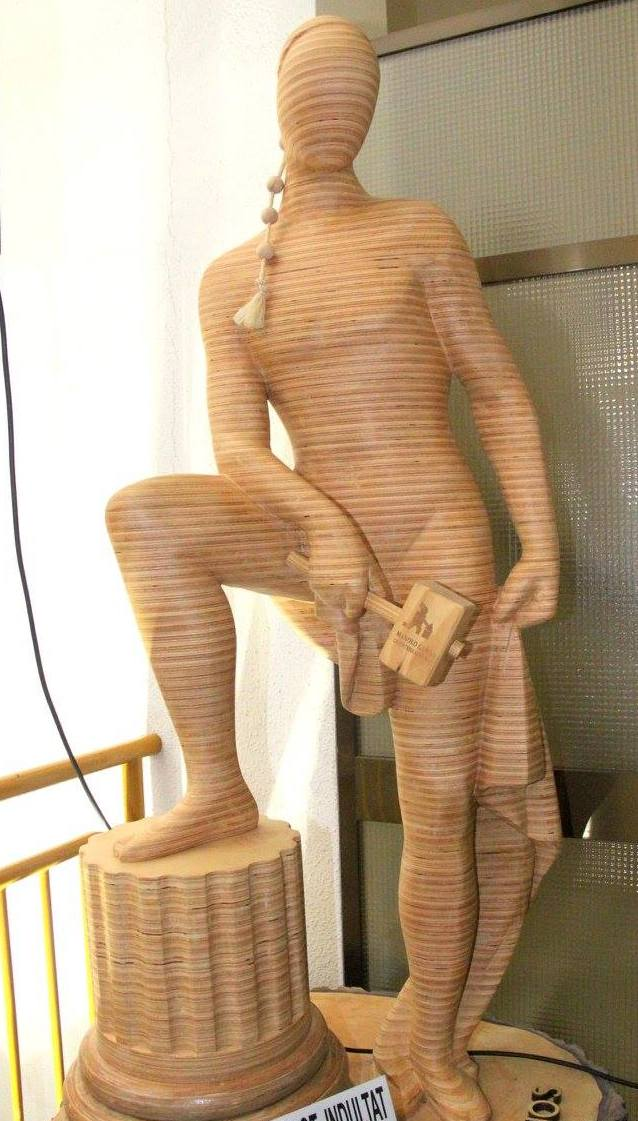
Ninot Escultura de Manolo Garcia representant l'escut del Gremi d'Artistes Fallers de València

El Gremi Artesà d'Artistes Fallers de València és una entitat que agrupa una part dels artistes fallers. Naix a la primera meitat de la dècada dels quaranta del segle xx. El primer mestre major en va ser Regí Mas i Marí. Anteriorment es va crear al novembre de 1932 l'Associació d'Artistes Fallers, que suposaria el germen de l'entitat actual, presidida en primer lloc per Francisco Canet Cubells i a partir d'abril de 1935 per Regino Más.
És una associació professional que manté vius els oficis relacionats amb l'elaboració de les Falles. El màxim guardó del gremi és el Ninot d'Or que la institució lliura a aquelles persones o entitats que han fet alguna aportació significativa al col·lectiu dels artistes fallers i també als artesans que duen 25 anys en l'ofici.
A la Ciutat Fallera han creat el Museu de l'Artista Faller que alberga una exposició de figures que, pel seu valor artístic, han sigut salvades de la tradicional cremà del 19 de març així com documents i informació sobre tots els oficis artesanals que participen en la preparació de les Falles. No s'ha de confondre amb el Museu Faller on es troben els «ninots indultats».

## Mestres Majors del Gremi
| Nom                          | Període             |
| ---------------------------- | ------------------- |
| Regino Más Marí              | 1942-1954 1956-1966 |
| Vicente Rodilla Zanón        | 1954-1956           |
| Vicent Tortosa               | 1966-1971           |
| Julià Puche                  | 1971-1974           |
| León Lleó Ungidos            | 1975                |
| Salvador Guaita Piles        | 1976-1983           |
| Salvador Gimeno Navarro      | 1984-1997           |
| Pablo Jesús Ovejero Galindo  | 1997-2001           |
| José Latorre Lleó            | 2001-2013           |
| José Ramón Espuig Escrivá    | 2013-2020           |
| Paco Pellicer Brell          | 2021-2024           |
| Vicente Julián García Pastor | 2024-               |